# Damiano Zenoni
Damiano Zenoni (Trescore Balneario, 23 aprile 1977) è un allenatore di calcio ed ex calciatore italiano, di ruolo difensore o centrocampista, tecnico del Brescia femminile.
Ha disputato 217 partite in Serie A siglando 2 reti, 158 partite e 7 reti in Serie B e 58 partite con una rete in Serie C1.

## Biografia
È il fratello gemello di Cristian, che è cresciuto ed ha giocato con lui nell'Atalanta ed in nazionale.

## Caratteristiche tecniche
Nonostante ricoprisse il ruolo di centrocampista destro, è stato utilizzato spesso anche come interno destro e come terzino destro di una difesa a quattro.
Occasionalmente è stato impiegato anche da terzino sinistro.

## Carriera

### Giocatore

#### Club
Cresciuto nel vivaio dell'Atalanta, viene aggregato alla prima squadra nel campionato 1995-1996.
Dopo le esperienze in Serie C1 nelle file della Pistoiese e dell'Alzano Virescit dove vince anche la Coppa Italia Serie C, ritorna all'Atalanta con cui gioca due campionati in Serie B e uno in Serie A, sotto la guida del tecnico Giovanni Vavassori.
Ha esordito in Serie A il 1º ottobre 2000 in Atalanta-Lazio (2-2).
Nella stagione 2004-2005 passa all'Udinese, partecipando con la squadra friulana la stagione successiva alla Champions League, competizione in cui ha giocato 8 partite, brillando particolarmente nella partita contro il Barcellona.
Nell'estate 2007 passa al Parma. Rimasto al Parma anche dopo la retrocessione in Serie B, il 25 ottobre 2008 segna la sua prima rete con i ducali con un tiro dalla distanza nella vittoriosa trasferta sul campo del Mantova, gara vinta per 3-1 dagli emiliani. Alla fine dell'anno il Parma ritorna in Serie A, categoria nella quale Zenoni viene confermato; durante l'annata in Serie A Zenoni propizia l'autogol del barese Nicola Belmonte nella partita pareggiata 1-1 contro il Bari.
Nell'estate 2010 non gli viene rinnovato il contratto, entrando così in regime di svincolo. A gennaio 2011 si accorda con il Piacenza, firmando un contratto valido fino al termine della stagione. Fa il suo debutto con la maglia biancorossa il 15 gennaio nella sconfitta casalinga per 0-2 contro il Modena. A fine stagione totalizza 20 presenze in campionato e 2 nei play-out.
Al termine del campionato rimane svincolato per la scadenza del contratto. A causa di problemi al ginocchio abbandona il professionismo e nell'ottobre 2011 viene ingaggiato dalla Grumellese, nel campionato di Eccellenza Lombardia. Esordisce con la nuova maglia andando a segno su calcio di rigore nella vittoria sulla Vimercatese. Nella stagione 2012-2013 è contemporaneamente giocatore della prima squadra e allenatore degli Esordienti della società bergamasca, e l'anno successivo passa alla guida della Juniores.

#### Nazionale
Conta 6 convocazioni ed una presenza nella Nazionale italiana, esordendo nella partita Italia-Inghilterra (1-0), il 15 novembre 2000.

### Allenatore
Nel giugno 2014 interrompe definitivamente l'attività agonistica e, dopo aver allenato, parallelamente all'attività di calciatore, per due stagioni nel settore giovanile della Grumellese, passa sulla panchina degli Allievi Nazionali della Feralpisalò. Dal 2016 passa alla guida della squadra Berretti con la quale vince il campionato nazionale Dante Berretti 2017-2018.
Il 7 maggio 2019, in seguito all'esonero di Domenico Toscano, assume la guida della prima squadra della formazione bresciana per i play-off, nei quali la Feralpi viene eliminata dalla Triestina.
Resta in carica anche per l'anno successivo, venendo affiancato dal fratello gemello Cristian nelle vesti di vice-allenatore, fino al 25 settembre 2019, quando entrambi vengono esonerati.
Il 26 giugno 2021 diventa l'allenatore della Real Calepina, squadra militante nel campionato di Serie D, nata nel 2020 dalla fusione di alcune società tra cui la Grumellese, compagine con la quale Zenoni aveva terminato la sua carriera di calciatore. L'8 febbraio 2022, la società bergamasca comunica il suo esonero.
Nel luglio 2022 viene annunciato il suo approdo alla guida della Primavera della Pergolettese, formazione con cui conquista la prmozione nel campionato Primavera 3. Nell'estate 2023 ritorna dopo 4 anni alla Feralpisalò, assumendo la guida della formazione Primavera che mantiene fino al successivo mese di aprile, quando viene esonerato dai gardesani.
Il 1º luglio 2025, viene ingaggiato come allenatore dal Brescia femminile.

## Statistiche

### Presenze e reti nei club
Statistiche aggiornate al 24 novembre 2013.
| Stagione          | Squadra           | Campionato        | Campionato | Campionato | Coppe nazionali | Coppe nazionali | Coppe nazionali | Coppe continentali | Coppe continentali | Coppe continentali | Altre coppe | Altre coppe | Altre coppe | Totale | Totale |
| Stagione          | Squadra           | Comp              | Pres       | Reti       | Comp            | Pres            | Reti            | Comp               | Pres               | Reti               | Comp        | Pres        | Reti        | Pres   | Reti   |
| ----------------- | ----------------- | ----------------- | ---------- | ---------- | --------------- | --------------- | --------------- | ------------------ | ------------------ | ------------------ | ----------- | ----------- | ----------- | ------ | ------ |
| 1995-1996         | Atalanta          | A                 | 0          | 0          | CI              | 0               | 0               | -                  | -                  | -                  | -           | -           | -           | 0      | 0      |
| 1996-1997         | Pistoiese         | C1                | 26         | 0          | CI-C            | ?               | ?               | -                  | -                  | -                  | -           | -           | -           | 26     | 0      |
| 1997-1998         | Alzano Virescit   | C1                | 32         | 1          | CI-C            | ?               | ?               | -                  | -                  | -                  | -           | -           | -           | 32     | 1      |
| 1998-1999         | Atalanta          | B                 | 31         | 3          | CI              | 8               | 0               | -                  | -                  | -                  | -           | -           | -           | 39     | 3      |
| 1999-2000         | Atalanta          | B                 | 37         | 3          | CI              | 7               | 1               | -                  | -                  | -                  | -           | -           | -           | 44     | 4      |
| 2000-2001         | Atalanta          | A                 | 27         | 1          | CI              | 7               | 0               | -                  | -                  | -                  | -           | -           | -           | 34     | 1      |
| 2001-2002         | Atalanta          | A                 | 25         | 0          | CI              | 1               | 0               | -                  | -                  | -                  | -           | -           | -           | 26     | 0      |
| 2002-2003         | Atalanta          | A                 | 30+1       | 1+0        | CI              | 1               | 0               | -                  | -                  | -                  | -           | -           | -           | 32     | 1      |
| 2003-2004         | Atalanta          | B                 | 42         | 0          | CI              | 1               | 0               | -                  | -                  | -                  | -           | -           | -           | 43     | 0      |
| 2004-gen. 2005    | Atalanta          | A                 | 17         | 0          | CI              | 6               | 0               | -                  | -                  | -                  | -           | -           | -           | 23     | 0      |
| Totale Atalanta   | Totale Atalanta   | Totale Atalanta   | 209+1      | 8+0        |                 | 31              | 1               |                    | -                  | -                  |             | -           | -           | 241    | 9      |
| gen.-giu. 2005    | Udinese           | A                 | 16         | 0          | CI              | 2               | 0               | -                  | -                  | -                  | -           | -           | -           | 18     | 0      |
| 2005-2006         | Udinese           | A                 | 32         | 0          | CI              | 3               | 0               | UCL+CU             | 8+2                | 0+0                | -           | -           | -           | 45     | 0      |
| 2006-2007         | Udinese           | A                 | 20         | 0          | CI              | 2               | 0               | -                  | -                  | -                  | -           | -           | -           | 22     | 0      |
| Totale Udinese    | Totale Udinese    | Totale Udinese    | 68         | 0          |                 | 7               | 0               |                    | 10                 | 0                  |             | -           | -           | 85     | 0      |
| 2007-2008         | Parma             | A                 | 31         | 0          | CI              | 0               | 0               | -                  | -                  | -                  | -           | -           | -           | 31     | 0      |
| 2008-2009         | Parma             | B                 | 37         | 1          | CI              | 1               | 0               | -                  | -                  | -                  | -           | -           | -           | 38     | 1      |
| 2009-2010         | Parma             | A                 | 19         | 0          | CI              | 1               | 0               | -                  | -                  | -                  | -           | -           | -           | 20     | 0      |
| Totale Parma      | Totale Parma      | Totale Parma      | 87         | 1          |                 | 2               | 0               |                    | -                  | -                  |             | -           | -           | 89     | 1      |
| 2010-2011         | Piacenza          | B                 | 20+2       | 0          | CI              | 0               | 0               | -                  | -                  | -                  | -           | -           | -           | 22     | 0      |
| 2011-2012         | Grumellese        | Ecc.              | 26         | 4          | CI-D            | 0               | 0               | -                  | -                  | -                  | -           | -           | -           | 26     | 4      |
| 2012-2013         | Grumellese        | Ecc.              | 10         | 0          | CI-D            | 1               | 0               | -                  | -                  | -                  | -           | -           | -           | 11     | 0      |
| 2013-2014         | Grumellese        | Ecc.              | 19+1       | 0          | CI-D            | 3               | 0               | -                  | -                  | -                  | -           | -           | -           | 23     | 0      |
| Totale Grumellese | Totale Grumellese | Totale Grumellese | 55+1       | 4          |                 | 4               | 0               |                    | -                  | -                  |             | -           | -           | 60     | 4      |
| Totale carriera   | Totale carriera   | Totale carriera   | 498+4      | 14+0       |                 | 44              | 1               |                    | 10                 | 0                  |             | -           | -           | 556    | 15     |

### Cronologia presenze e reti in nazionale
| Cronologia completa delle presenze e delle reti in nazionale ― Italia | Cronologia completa delle presenze e delle reti in nazionale ― Italia | Cronologia completa delle presenze e delle reti in nazionale ― Italia | Cronologia completa delle presenze e delle reti in nazionale ― Italia | Cronologia completa delle presenze e delle reti in nazionale ― Italia | Cronologia completa delle presenze e delle reti in nazionale ― Italia | Cronologia completa delle presenze e delle reti in nazionale ― Italia | Cronologia completa delle presenze e delle reti in nazionale ― Italia |
| Data                                                                  | Città                                                                 | In casa                                                               | Risultato                                                             | Ospiti                                                                | Competizione                                                          | Reti                                                                  | Note                                                                  |
| --------------------------------------------------------------------- | --------------------------------------------------------------------- | --------------------------------------------------------------------- | --------------------------------------------------------------------- | --------------------------------------------------------------------- | --------------------------------------------------------------------- | --------------------------------------------------------------------- | --------------------------------------------------------------------- |
| 15-11-2000                                                            | Torino                                                                | Italia                                                                | 1 – 0                                                                 | Inghilterra                                                           | Amichevole                                                            | -                                                                     | 52’                                                                   |
| Totale                                                                |                                                                       | Presenze                                                              | 1                                                                     |                                                                       | Reti                                                                  | 0                                                                     |                                                                       |

### Statistiche da allenatore
Statistiche aggiornate al 6 febbraio 2022.
| Stagione        | Squadra         | Campionato      | Campionato | Campionato | Campionato | Campionato | Coppe nazionali | Coppe nazionali | Coppe nazionali | Coppe nazionali | Coppe nazionali | Coppe continentali | Coppe continentali | Coppe continentali | Coppe continentali | Coppe continentali | Altre coppe | Altre coppe | Altre coppe | Altre coppe | Altre coppe | Totale | Totale | Totale | Totale | % Vittorie | Piazzamento                          |
| Stagione        | Squadra         | Comp            | G          | V          | N          | P          | Comp            | G               | V               | N               | P               | Comp               | G                  | V                  | N                  | P                  | Comp        | G           | V           | N           | P           | G      | V      | N      | P      | %          | Piazzamento                          |
| --------------- | --------------- | --------------- | ---------- | ---------- | ---------- | ---------- | --------------- | --------------- | --------------- | --------------- | --------------- | ------------------ | ------------------ | ------------------ | ------------------ | ------------------ | ----------- | ----------- | ----------- | ----------- | ----------- | ------ | ------ | ------ | ------ | ---------- | ------------------------------------ |
| 2018-2019       | Feralpisalò     | C               | 0+5        | 0+1        | 0+3        | 0+1        | CI+CI-C         | -               | -               | -               | -               | -                  | -                  | -                  | -                  | -                  | -           | -           | -           | -           | -           | 5      | 1      | 3      | 1      | 20,00      | Suben., perde la semifinale play-off |
| 2019-2020       | Feralpisalò     | C               | 6          | 2          | 2          | 2          | CI+CI-C         | 3+0             | 2+0             | 0+0             | 1+0             | -                  | -                  | -                  | -                  | -                  | -           | -           | -           | -           | -           | 9      | 4      | 2      | 3      | 44,44      | Eson.                                |
| 2021-2022       | Real Calepina   | D               | 22         | 5          | 7          | 10         | CI-D            | 1               | 0               | 0               | 1               | -                  | -                  | -                  | -                  | -                  | -           | -           | -           | -           | -           | 23     | 5      | 7      | 11     | 21,74      | Eson.                                |
| Totale carriera | Totale carriera | Totale carriera | 28+5       | 7+1        | 9+3        | 12+1       |                 | 4               | 2               | 0               | 2               |                    | -                  | -                  | -                  | -                  |             | -           | -           | -           | -           | 37     | 10     | 12     | 15     | 27,03      |                                      |

## Palmarès

### Giocatore

#### Club

##### Competizioni giovanili
- Campionato Allievi Nazionali: 1

Atalanta: 1991-1992
- Coppa Gaetano Scirea: 1

Atalanta: 1992

##### Competizioni nazionali
- Coppa Italia Serie C: 1

Alzano Virescit: 1997-1998

### Allenatore

#### Competizioni giovanili
- Campionato Nazionale Dante Berretti: 1

FeralpiSalò: 2017-2018